# Stictoptera subobliqua
Stictoptera subobliqua är en fjärilsart som beskrevs av Walker 1857. Stictoptera subobliqua ingår i släktet Stictoptera och familjen nattflyn. Inga underarter finns listade i Catalogue of Life.